# Colombine (Morte)
Pour les articles homonymes, voir Colombine.
La Colombine est un ruisseau qui coule dans le département de la Haute-Saône. C'est un affluent de la Morthe en rive gauche, donc un sous-affluent du Rhône par la Saône.

## Géographie
La Colombine prend sa source sur la commune de Charcenne à 235 m d’altitude et s’écoule en direction du nord. Elle traverse les communes de Villefrancon et Choye avant de rejoindre la Morthe à Sauvigney-lès-Gray.
La Colombine a une longueur totale de 10,6 km et une pente assez faible (en moyenne : 3,6 ‰).

## Affluents
La Colombine n'a pas d'affluent référencé dans la base SANDRE

## Communes traversées
La Colombine traverse quatre communes situées dans le département de la Haute-Saône : Charcenne, Villefrancon, Choye et Sauvigney-lès-Gray.

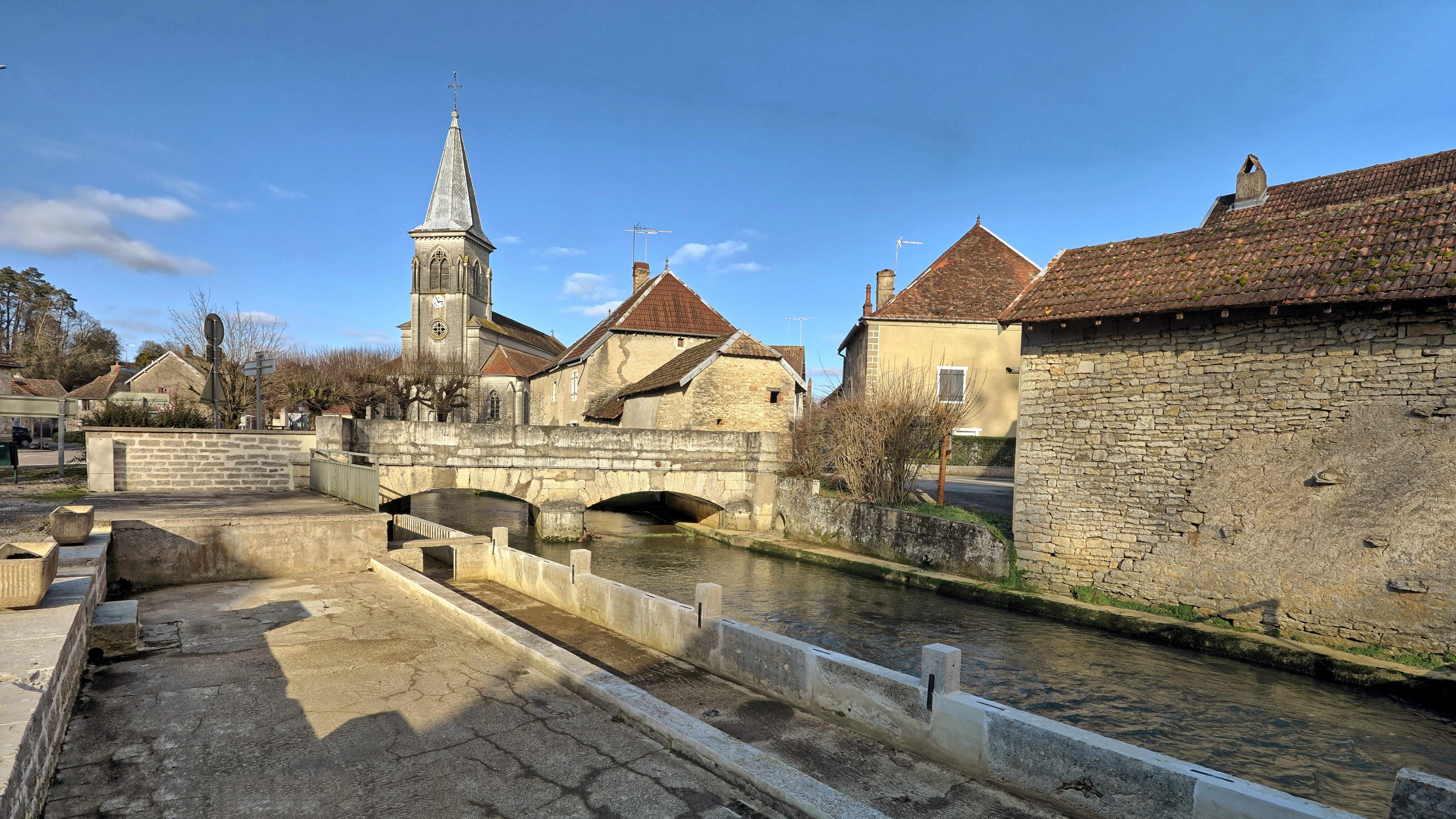
La Colombine au pont de Charcenne.
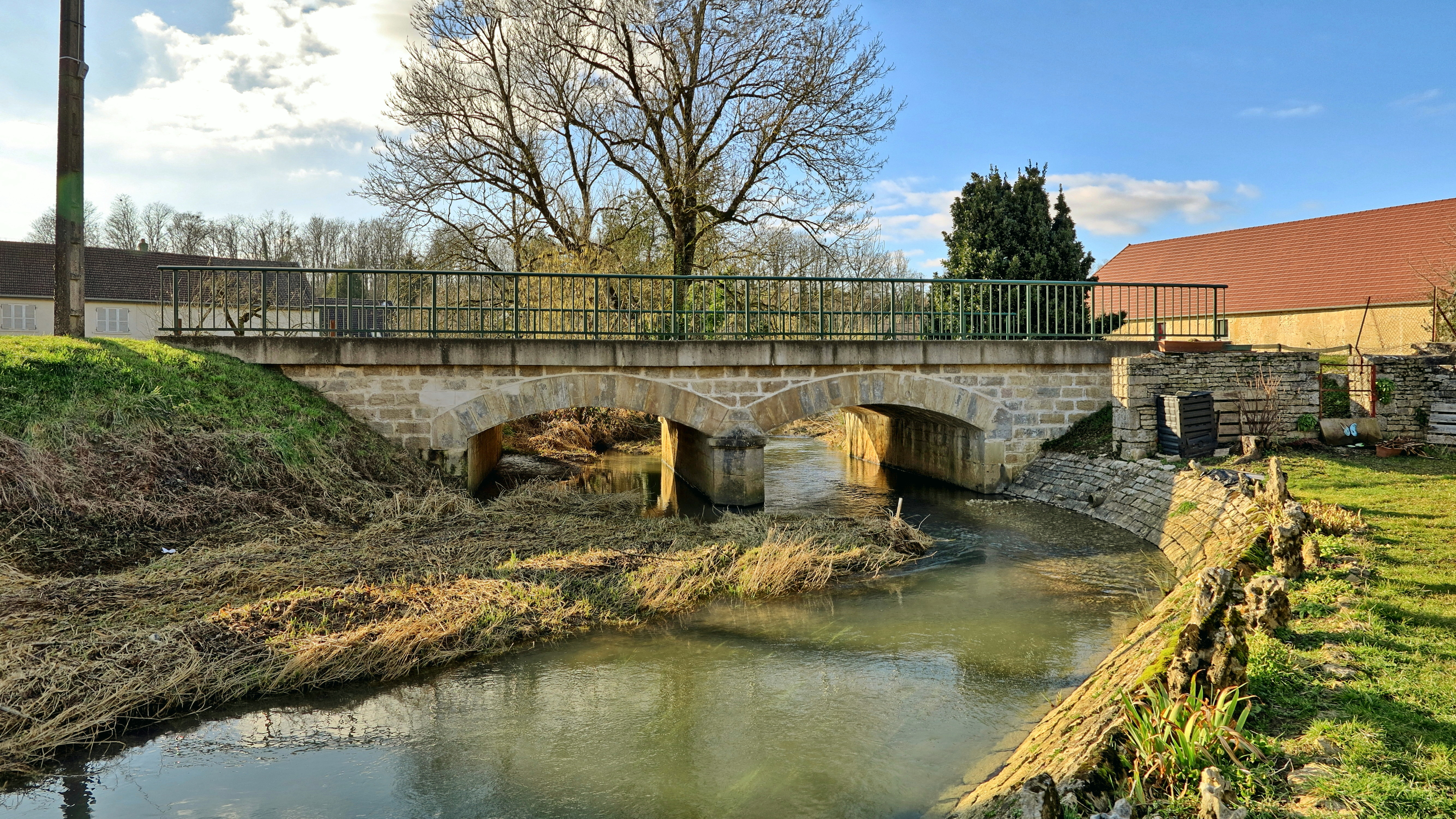
La Colombine au pont du Tacot à Choye.

### Bassin versant
La Colombine traverse une seule zone hydrographique : La Morte (U081).

## Hydrologie
La Colombine présente des fluctuations saisonnières de débit assez marquées.